# 杜继文
杜继文（1930年5月—），山东崂山（今青岛）人，中国佛教史专家，中国社会科学院世界宗教所研究员，中国社会科学院荣誉学部委员。1956年加入中国共产党。1958年毕业于北京大学哲学系。